# You (chanson de Ten Sharp)
Pour les articles homonymes, voir You.
Singles de Ten Sharp
Way of the West
(1987) Ain't My Beating Heart
(1991)
Clip vidéo
[vidéo] « Ten Sharp - You », sur YouTube
You (Toi, en anglais ) est une chanson d'amour synthpop du groupe néerlandais Ten Sharp, single extrait de leur premier album Under the Water-Line (en) de 1991,. Principal tube international de leur carrière, et des années 1990, n°2 des ventes en Europe, vendu à plus de 18 millions d'exemplaires, avec un album vendu à plus de 600 000 exemplaires.

## Histoire
Le groupe Ten Sharp (quintette formé en 1982 sous le nom Streets) se met en pause en 1987, après quatre singles,. En 1990, le chanteur Marcel Kapteijn et le pianiste Niels Hermes, qui ont formé le groupe, décident de relancer le groupe en tant que duo. L'ancien bassiste du groupe, Ton Groen, continue à travailler en arrière-plan pour Ten Sharp en tant que parolier. Hermes et Kapteijn enregistrent plusieurs maquettes, dont You, écrite en anglais par Ton Groen, sur une musique composée par Niels Hermes, sur le thème d'une « déclaration d'amour enflammée ». « Toi, tu es toujours dans ma tête, toi, tu es celle pour laquelle je vis, toi, tu es mon feu éternel, tu es mon étoile qui brille toujours... ».
La maison de disques Sony Music s'intéresse au projet du duo et enregistre et diffuse la chanson en mars 1991, suivie de plusieurs singles et l'album Under the Water-Line,,.
Le single obtient un important succès en Europe, se classant numéro un en France, en Suède et en Norvège. Seul grand succès du groupe, You est souvent considéré comme un succès sans lendemain,,,.

## Réception

### Accueil critique
L'auteur français spécialisé dans la musique, Elia Habib, écrit que « les notes du piano sont nettement séparées avec une belle cohérence et constituent la toile de fond d'une mélodie servie par la puissance de la voix de Marcel Kapteijn ».

### Accueil commercial
Aux Pays-Bas, le pays d'origine du groupe, You se classe dans les hit-parades dès mars 1991. Le single atteint la troisième position du Top 40 néerlandais et y est resté durant 11 semaines. Dans le Nationale Top 100, le single a également atteint la 3e position et figure dans ce classement pendant 16 semaines.
En France, la chanson entre dans le Top 50 à la 20e le 22 février 1992 et progresse à la 9e place la semaine suivante. You parvient à monter dans le classement au fil des semaines, jusqu'à atteindre la première place pendant deux semaines consécutives. Elle reste au total 21 semaines dans le Top 50, dont 18 parmi les dix premières places. You atteint également la première place en Norvège et en Suède.
En Allemagne, You atteint la quatrième place et est resté dans le classement pendant 43 semaines, et il a atteint la même position en Irlande. En Autriche, la chanson a atteint la deuxième place, tandis qu'en Suisse, elle passe 32 semaines dans le top 40, atteignant la troisième place. C'est le seul succès du groupe au Royaume-Uni à ce jour, se classant à  la 10e place du UK Singles Chart.

## Clip
Le clip est tourné dans une ambiance romantique italienne d'été, avec des paysages entre autres de bord de mer ou de lac de Côme en Lombardie. 

## Liste des titres
| 1. | You                | 4:35 |
| 2. | You (instrumental) | 4:24 |

| 1. | You                 | 4:35 |
| 2. | When the Snow Falls | 5:13 |
| 3. | White Gold          | 3:30 |
| 4. | You (instrumental)  | 4:24 |

## Crédits
- Marcel Kapteijn : chant
- Niels Hermes : musique, claviers, programmation, producteur
- Ton Groen : paroles
- Michiel Hoogenboezem : ingénieur du son, producteur
- Theo Stapel : pochette

## Classements
| Classement (1991–92)                   | Meilleure position |
| -------------------------------------- | ------------------ |
| Allemagne (Media Control AG)           | 4                  |
| Autriche (Ö3 Austria Top 40)           | 2                  |
| Belgique (Flandre Ultratop 50 Singles) | 11                 |
| Danemark (IFPI)                        | 2                  |
| Europe (Eurochart Hot 100)             | 2                  |
| Finlande (Suomen virallinen lista)     | 4                  |
| France (SNEP)                          | 1                  |
| Grèce (IFPI)                           | 6                  |
| Irlande (IRMA)                         | 4                  |
| Italie (Musica e dischi)               | 11                 |
| Norvège (VG-lista)                     | 1                  |
| Pays-Bas (Nederlandse Top 40)          | 3                  |
| Pays-Bas (Single Top 100)              | 3                  |
| Royaume-Uni (UK Singles Chart)         | 10                 |
| Suède (Sverigetopplistan)              | 1                  |
| Suisse (Schweizer Hitparade)           | 3                  |

| Classement (1991)             | Position |
| ----------------------------- | -------- |
| Pays-Bas (Nederlandse Top 40) | 22       |
| Pays-Bas (Single Top 100)     | 35       |

| Classement (1992)              | Position |
| ------------------------------ | -------- |
| Allemagne (Media Control)      | 16       |
| Autriche (Ö3 Austria Top 40)   | 10       |
| Belgique (Flandre Ultratop)    | 88       |
| Europe (Eurochart Hot 100)     | 6        |
| France (SNEP)                  | 11       |
| Italie (Musica e dischi)       | 87       |
| Royaume-Uni (UK Singles Chart) | 63       |
| Suisse (Schweizer Hitparade)   | 4        |